# Masakra Sook Ching

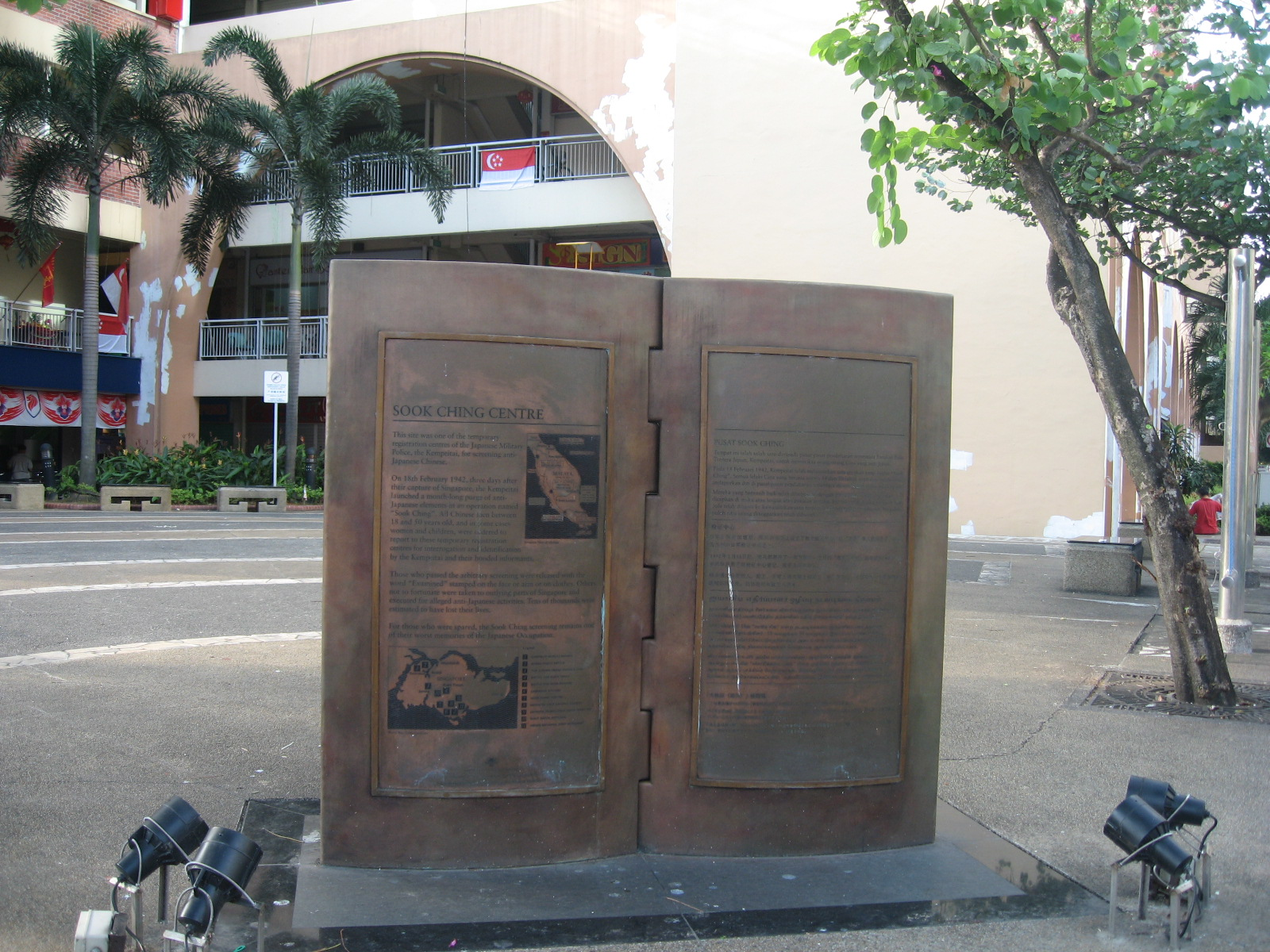
Tablica przy Hong Lim Complex w singapurskim Chinatown, upamiętniająca miejsce, w którym znajdował się jeden z punktów zbornych, na których rejestrowano i selekcjonowano chińską ludność

Sook Ching (chiń. upr. 肃清; chiń. trad. 肅清; pinyin Sùqīng, pol. czystka) – masowe aresztowania i egzekucje członków chińskiej diaspory przeprowadzone przez Cesarską Armię Japońską w Singapurze i na innych obszarach Malajów Brytyjskich w lutym i marcu 1942 roku, podczas wojny na Pacyfiku.
Celem „czystki” było zastraszenie chińskiej społeczności, którą uważano za potencjalnie główny ośrodek oporu wobec japońskich rządów. Była to również zemsta za antyjapońską działalność diaspory w okresie przedwojennym. Co do zasady Sook Ching była wymierzona przede wszystkim w chińskich działaczy politycznych i społecznych, ochotników walczących po stronie aliantów, a także w przedstawicieli świata przestępczego. W praktyce aresztowania i egzekucje były jednak przeprowadzane przez Japończyków w sposób całkowicie arbitralny.
Dokładna liczba ofiar Sook Ching nie jest znana. Prawdopodobnie od 5 tys. do 10 tys. Chińczyków zostało zamordowanych w Singapurze, a kolejnych 20 tys. na obszarze Półwyspu Malajskiego.

## Nazewnictwo
Masowe aresztowania i egzekucje Chińczyków, które miały miejsce w Singapurze i na Malajach w 1942 roku, są zazwyczaj określane mianem Sook Ching („czystka”, „sprzątanie”). Nazwy tej użył jako pierwszy chińsko-malezyjski pisarz Chin Kee Onn w 1946 roku. Dopiero od lat 80. jest ona jednak powszechnie stosowana w historiografii.
Wcześniej w źródłach chińsko- i anglojęzycznych dominowała nazwa „masakry chińskie” (ang. Chinese Massacre). W pierwszych powojennych dekadach singapurscy Chińczycy określali również te wydarzenia mianem Jiàn zhèng shì jiàn  (见证事件 – można to w przybliżeniu tłumaczyć jako „incydent okazań”).
W japońskich dokumentach z czasu wojny „czystkę” wśród ludności chińskiej w Singapurze określano mianem Kakyō Shukusei (華僑粛正, „czystka zamorskich Chińczyków”) lub Dai Kenshō (大検証, „wielka kontrola”).

## GenezaSook Ching

### Kampania malajska
W okresie przedwojennym Singapur był zarówno najważniejszym brytyjskim bastionem na Dalekim Wschodzie, jak i głównym skupiskiem chińskiej diaspory w Azji Południowo-Wschodniej. W 1941 roku w mieście zamieszkiwało około 600 tys. Chińczyków (stanowili 75% mieszkańców). Chińska diaspora była bardzo aktywna politycznie. Po rozpoczęciu japońskiej inwazji na Chiny w 1937 roku jej członkowie zbierali fundusze na rzecz armii Kuomintangu, a także urządzili bojkot japońskich towarów. Diaspora w swej większości pozostawała także lojalna wobec Wielkiej Brytanii oraz wspierała sprawę aliancką.
Nad ranem 8 grudnia 1941 roku pierwsze oddziały japońskiej 25. Armii wylądowały na wschodnim wybrzeżu Półwyspu Malajskiego. Niemal w tym samym czasie brytyjskie bazy lotnicze na półwyspie i w Singapurze padły ofiarą zaskakujących ataków japońskiego lotnictwa. 10 grudnia w pobliżu Kuantanu japońskie samoloty zatopiły pancernik HMS „Prince of Wales” i krążownik liniowy HMS „Repulse”, co pozbawiło brytyjską Eastern Fleet możliwości efektywnego przeciwdziałania japońskiej inwazji. Także na lądzie Japończycy odnotowali liczne sukcesy. Po trzech tygodniach pod ich kontrolą znajdowało się już dwie trzecie Półwyspu Malajskiego, a pod koniec stycznia zdołali zepchnąć alianckich obrońców na wyspę Singapur. 8 lutego oddziały 25. Armii przystąpiły do decydującego szturmu na twierdzę. Tydzień później generał Tomoyuki Yamashita przyjął bezwarunkową kapitulację brytyjskiego garnizonu. W japońskiej niewoli znalazło się około 70 tys. alianckich żołnierzy.
Po wybuchu wojny w szeregi obrońców Malajów zaciągnęło się około 2–4 tys. miejscowych Chińczyków. Reprezentowali oni różne środowiska i klasy społeczne, znaleźli się wśród nich zarówno zwolennicy Kuomintangu, jak i komunistów. Z ochotników sformowano odrębną jednostkę, która od nazwiska swojego dowódcy – ppłk. Johna D. Dalleya, otrzymała nazwę Dalforce. Na front wyruszyła 5 lutego 1942 roku, tj. na dziesięć dni przed upadkiem Singapuru. Według relacji brytyjskich i australijskich towarzyszy broni słabo uzbrojeni ochotnicy wykazali się dużą walecznością. Ponieśli również ciężkie straty. Po kapitulacji niektórzy z ocalałych członków Dalforce przedostali się na Półwysep Malajski i dołączyli do antyjapońskiej partyzantki.

### Proces decyzyjny

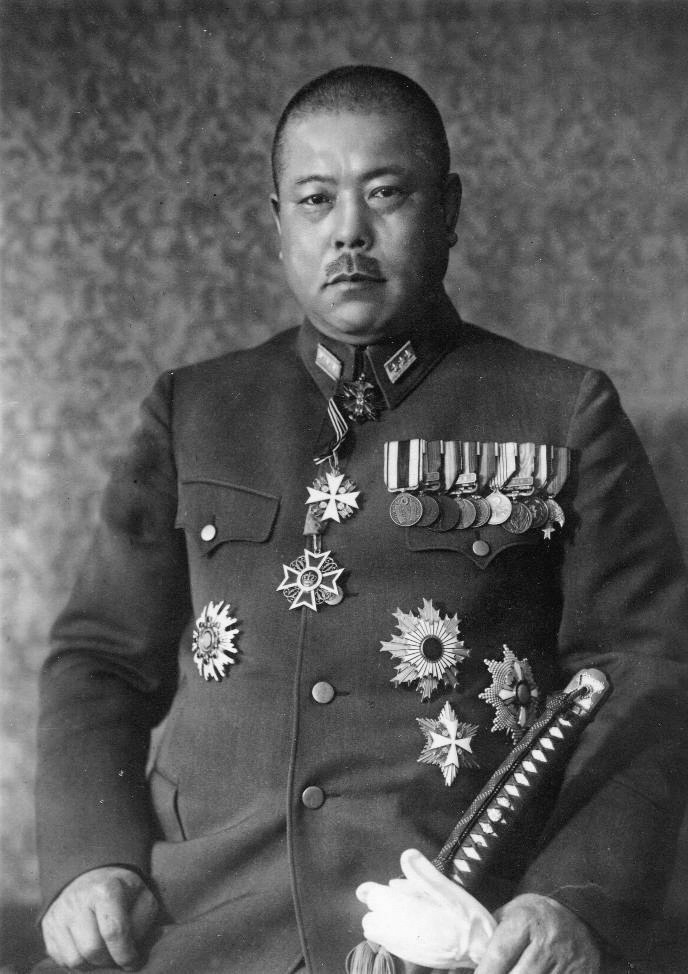
Generał Tomoyuki Yamashita, dowódca japońskiej 25. Armii

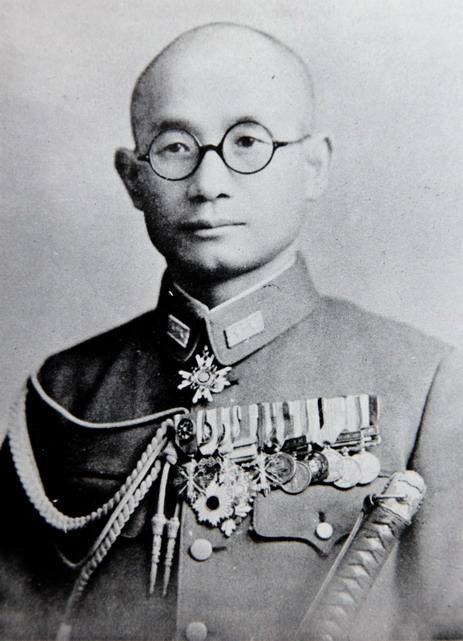
Podpułkownik Masanobu Tsuji, jeden z głównych organizatorów Sook Ching

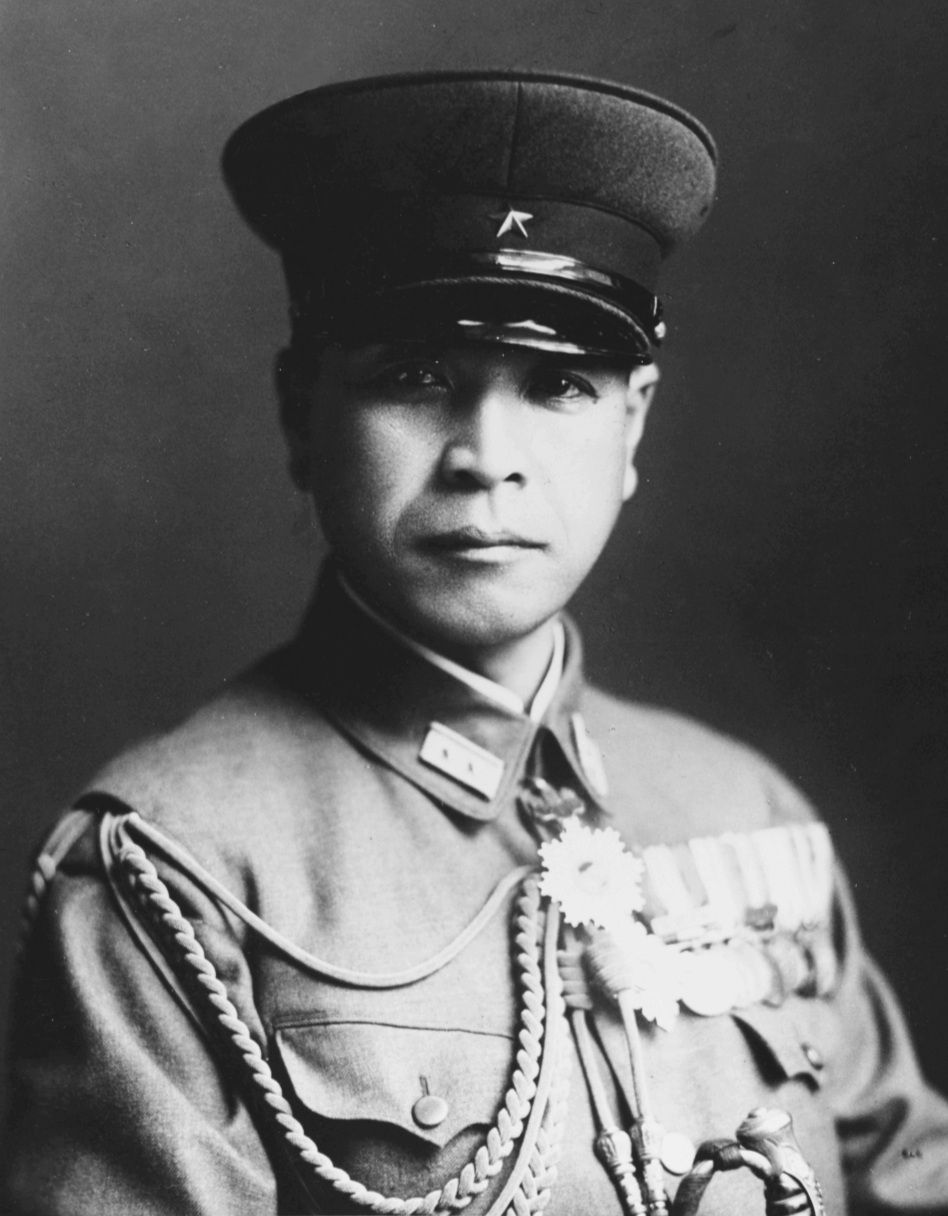
Generał Sōsaku Suzuki, szef sztabu 25. Armii

Kwestia traktowania chińskiej diaspory zamieszkującej Malaje Brytyjskie i inne europejskie kolonie w Azji Południowo-Wschodniej była analizowana przez japońskich sztabowców już na wiele miesięcy przed wybuchem wojny. Punktem wyjścia ich rozważań była konstatacja, że diaspora zdominowała życie gospodarcze w Azji Południowo-Wschodniej, stąd jej współpraca będzie niezbędna, aby wykorzystać potencjał ekonomiczny tego regionu na rzecz japońskiego wysiłku wojennego oraz budowy „Strefy Wspólnego Dobrobytu Wielkiej Azji Wschodniej”. W konkluzjach wojskowo-rządowej konferencji koordynacyjnej, która odbyła się w Tokio 20 listopada 1941 roku, uznano, że chińska diaspora potencjalnie stwarza zagrożenie dla japońskich interesów, niemniej należy podjąć działania, aby skłonić ją do zaprzestania popierania rządu Czang Kaj-szeka, a jednocześnie zapewnić sobie jej lojalną współpracę. W praktyce realizacja tej umiarkowanej polityki okazała się problematyczna. Japończycy zdawali sobie sprawę, że chińska diaspora w swej większości jest im wroga, stąd twardogłowi oficerowie pod pretekstem „konieczności wojskowej” optowali za zastosowaniem wobec niej najsurowszych środków. O tym, że ich stanowisko ostatecznie przeważyło, zdaniem Yojiego Akashiego świadczyć może fakt, że w nowych wytycznych w sprawie traktowania ludności chińskiej, datowanych na 14 lutego 1942 roku, znalazły się zapisy mówiące, że celem japońskiej armii będzie zerwanie politycznych więzów łączących diasporę z rządem nacjonalistycznym. W tym celu należało na nią „wywrzeć polityczny nacisk w takim stopniu, w jakim będzie to konieczne”.
Tymczasem już po rozpoczęciu działań wojennych dowództwo 25. Armii podjęło decyzję o zastosowaniu szeroko zakrojonych represji wobec chińskiej ludności Singapuru i Malajów. Około 28 grudnia 1941 roku w armijnym sztabie powstał dokument zatytułowany „Wytyczne dotyczące wdrażania kontroli nad zamorskimi Chińczykami”, w którym jednoznacznie wskazano, że członkowie diaspory, którzy odmawiają współpracy z władzami japońskimi, powinni zostać „wyeliminowani”. Zeznania jednego z oficerów Kempeitai wskazują, że rozkaz przeprowadzenia antychińskiej „czystki” w Singapurze został wydany przez szefa sztabu 25. Armii, gen. Sōsaku Suzukiego, między 28 stycznia a 4 lutego 1942 roku. Kolejny dokument, wydany przez japoński zarząd wojskowy w Singapurze w kwietniu 1942 roku, precyzował, że wobec Chińczyków odmawiających współpracy z władzami okupacyjnymi powinny zostać zastosowane „najsurowsze środki”: konfiskata majątku, wysiedlenie, a w odniesieniu do „wrogich elementów” – kara śmierci.
Zarówno japońskie, jak i niejapońskie źródła zazwyczaj zgodnie wskazują, że głównym inicjatorem i organizatorem antychińskiej „czystki” w Singapurze i na Malajach był ppłk Masanobu Tsuji – fanatyczny nacjonalista będący głównym planistą w sztabie 25. Armii. Duże kontrowersje budzi natomiast kwestia współodpowiedzialności gen. Yamashity. Akashi nie zaprzeczał, że rozkaz przeprowadzenia Sook Ching wyszedł od dowódcy 25. Armii. Historyk ten utrzymywał jednak, że celem operacji było wyłącznie zaprowadzenie porządku w mieście oraz zapobieżenie ewentualnym wystąpieniom chińskiego ruchu oporu. Sam generał rzekomo miał nie przypuszczać, że przerodzi się ona w orgię przemocy. Inni obrońcy Yamashity, w tym m.in. Ian Ward, twierdzą z kolei, że nie brał on udziału w przygotowaniu i przeprowadzeniu „czystki”, gdyż Tsuji podejmował wszystkie działania bez jego wiedzy i zgody. Hirofumi Hayashi uważa jednak, że rola, którą Tsuji odegrał podczas masakry jest wyolbrzymiana, co należy przypisać przede wszystkim zeznaniom japońskich oficerów sądzonych w 1947 roku przez brytyjski trybunał w Singapurze. Chcąc uniknąć kary, całą odpowiedzialnością za Sook Ching mieli oni obarczyć Tsujiego, który był w tym czasie uznawany za osobę zaginioną. Hayashi nie kwestionuje, że Tsuji był jednym z kluczowych sprawców Sook Ching. Pozostaje jednak przekonany, że Yamashita „nie był marionetką Tsujego, lecz aktywnym inspiratorem singapurskiej masakry”. Jean-Luis Margolin również uważa, że choć Tsuji „z entuzjazmem przyłożył rękę do Sook Ching”, to liczne przesłanki wskazują, że masowe egzekucje Chińczyków odbywały się za wiedzą i na rozkaz Yamashity.

### Przyczyny
Malezyjski historyk Cheah Boon Kheng wskazuje, że Sook Ching miała umożliwić Japończykom realizację trzech celów:
- wyeliminowanie najbardziej „niebezpiecznych elementów” spośród chińskiej ludności, którą postrzegano jako potencjalnie główny ośrodek oporu wobec japońskich rządów;
- „ukaranie” chińskiej diaspory za jej antyjapońską działalność w okresie przedwojennym i udział jej przedstawicieli w obronie Singapuru;
- zastraszenie chińskiej społeczności i tym samym ułatwienie ściągnięcia z niej kontrybucji w wysokości 50 mln dolarów.

Niektórzy historycy są zdania, że udział chińskich ochotników w obronie Singapuru odegrał istotną rolę w zaostrzeniu japońskiej polityki względem diaspory. Cheah Boon Kheng sugerował wręcz, że moralną współodpowiedzialnością za masakrę Sook Ching należy obarczyć brytyjskie dowództwo, które mimo świadomości, że obrona twierdzy jest skazana na klęskę, skierowało Dalforce na front – i tym samym naraziło chińską społeczność na japoński odwet. Podobny zarzut stawiał samym ochotnikom, którzy jego zdaniem wykazali się krótkowzrocznością i nie przewidzieli zagrożenia, które ich działania ściągną na rodaków. Hayashi wskazuje jednak, że japońskie dokumenty i relacje z okresu bitwy o Singapur nie potwierdzają, aby udział Dalforce w toczonych wtedy walkach został w szczególny sposób odnotowany. Także podczas procesu w sprawie Sook Ching, który toczył się w Singapurze w 1947 roku, japońscy oskarżeni nie podnosili tego argumentu. Zdaniem Hayashiego sprawę przesądza jednak fakt, że „czystkę” zaplanowano jeszcze przed rozpoczęciem szturmu na Singapur.
Niektórzy japońscy autorzy tłumaczyli brutalną rozprawę z chińską społecznością jej rzekomą współpracą z brytyjskim wywiadem, która miała się przejawiać m.in. dawaniem znaków samolotom RAF. Oficerowie sądzeni przez brytyjski trybunał w 1947 roku twierdzili natomiast, że chińska diaspora przygotowywała antyjapońskie powstanie, a panujący w mieście chaos wymagał zastosowania najsurowszych środków. Żaden z tych argumentów nie odpowiada jednak prawdzie. Oficjalne dokumenty Kempeitai oraz relacje jej funkcjonariuszy nie potwierdzają, aby podczas kampanii malajskiej chińska ludność masowo współpracowała z alianckim wywiadem. Zapiski japońskiego komendanta Singapuru, datowane na 19 lutego 1942 roku, wskazują z kolei, że stan bezpieczeństwa w mieście zaczynał się poprawiać. Wreszcie z powojennych relacji funkcjonariuszy Kempeitai wynika, że w lutym 1942 roku chińska diaspora nie stwarzała bezpośredniego zagrożenia dla japońskich wojsk.
Część historyków, m.in. Yoji Akashi, Kevin Blackburn, Geoffrey C. Gunn i Hirofumi Hayashi, jest zdania, że istotny wpływ na postępowanie wojsk cesarskich miał fakt, że wielu żołnierzy i oficerów 25. Armii walczyło uprzednio w Chinach, gdzie nabyli się antychińskich uprzedzeń oraz nawykli do brutalnego traktowania jeńców i ludności cywilnej. Akashi podkreśla dodatkowo, że w armijnym sztabie, w którym zapadały kluczowe decyzje w sprawie traktowania ludności chińskiej, brakowało oficerów, którzy dysponowaliby pogłębioną wiedzą na temat singapurskiej i malajskiej diaspory, czy chociażby znali język chiński. Hayashi wskazuje z kolei, że podczas służby w północnych Chinach gen. Yamashita był jednym z autorów zbrodniczej polityki sankō-sakusen. Ocenia jednocześnie:

Jest jasne, że singapurska masakra nie była efektem działania kilku złych ludzi, lecz była spójna z podejściem, które wypracowano i zastosowano podczas długotrwałej japońskiej agresji w Chinach, a następnie przeniesiono do innych krajów azjatyckich.

## Przebieg

### Masakry w Singapurze
W nocy z 17 na 18 lutego 1942 roku gen. Saburo Kawamura został mianowany dowódcą garnizonu Singapuru. Następnego poranka wezwano go do sztabu 25. Armii, gdzie gen. Yamashita wydał mu rozkaz rozpoczęcia antychińskiej „akcji oczyszczającej”. Szczegółowych instrukcji udzielili Kawamurze gen. Sōsaku Suzuki i ppłk Masanobu Tsuji. Przed rozpoczęciem akcji dowódca garnizonu skonsultował się także z szefem Kempeitai przy 25. Armii, ppłk. Masayukim Oishim. Termin zakończenia akcji wyznaczono na 23 lutego, nie udało się go jednak dotrzymać.
18 lutego 1942 roku Japończycy przystąpili do systematycznego „przesiewania” chińskiej ludności. Na terenie wyspy zorganizowano pięć (według innych źródeł – osiem) punktów zbornych, w których zobowiązani byli się stawić wszyscy chińscy mężczyźni w wieku od 18 do 50 lat. Sprawdzano tam ich tożsamość i rejestrowano, starając się wyselekcjonować wszystkie osoby, które mogłyby stanowić zagrożenie dla japońskich rządów. Procedury były długotrwałe; zdarzało się, że zatrzymani musieli spędzić nawet tydzień pod gołym niebem – bez wody, żywności, czy dostępu do chociażby prymitywnych urządzeń sanitarnych. Często bito ich i kopano. Większość Chińczyków nie zdawała sobie sprawy z zamiarów Japończyków – wielu wierzyło, że celem jest jedynie rejestracja i werbunek siły roboczej. Ze względu na fakt, że wszystkie zarządzenia wydawano w nieznanym mieszkańcom Singapuru języku japońskim, na niektóre punkty zborne stawiły się także kobiety z dziećmi. Tylko niektórych Chińczyków zawczasu uprzedzono, aby w drodze na punkty zborne zabrali ze sobą żywność i wodę. W wielu chińskich domach przeprowadzono rewizje, co dodatkowo zastraszyło ludność.
Część źródeł – w oparciu o zachowaną japońską mapę – podaje, że celem przeprowadzenia Sook Ching wyspę podzielono na cztery sektory: „Sektor A” – podległy 18. Dywizji Piechoty, „Sektor B” – podległy 5. Dywizji Piechoty, „Sektor C” – podległy Dywizji Gwardii Imperialnej oraz „Sektor D” – podległy Kempeitai i jednostkom wojskowego garnizonu Singapuru. Hirofumi Hayashi podkreśla jednak, że japońskie dokumenty sztabowe wskazują, iż 5. i 18. Dywizję Piechoty już 21 lutego skierowano na Półwysep Malajski z zadaniem przeprowadzenia tam „czystki”. W konsekwencji w punktach zbornych w centralnej części miasta „selekcje” były przeprowadzane przez funkcjonariuszy Kempeitai, podczas gdy „czystkę” na przedmieściach przeprowadzali żołnierze Dywizji Gwardii Imperialnej.
Japończycy starali się zidentyfikować i wyłapać przede wszystkim ochotników z Dalforce, komunistów, osoby znane z probrytyjskich i/lub antyjapońskich poglądów, a także członków tajnych stowarzyszeń, szabrowników i pospolitych kryminalistów. Część zatrzymanych osób figurowała na listach proskrypcyjnych, które japoński wywiad przygotował jeszcze przed wybuchem wojny. W „przesiewaniu” pomagali Japończykom miejscowi kolaboranci, w tym przewerbowani komuniści lub przestępcy. Była to dla nich okazja do uregulowania prywatnych porachunków lub szybkiego zarobku kosztem ofiar.
W praktyce „selekcje” przeprowadzano w sposób nadzwyczaj arbitralny i pobieżny. Członkowie Kempeitai, którzy służyli w „centrach rejestracji”, tylko w nielicznych wypadkach byli bowiem profesjonalnymi funkcjonariuszami tej formacji. Większość była zwykłymi rekrutami, których przeniesiono z szeregów regularnej armii, by zwiększyć liczebność struktur Kempeitai. Nie posiadali oni odpowiedniego przeszkolenia ani nie znali języka chińskiego. Samowoli i nadużyciom sprzyjały dodatkowo niewielka liczba kolaborantów i tłumaczy oraz pośpiech towarzyszący działaniom Japończyków. Zdarzało się, że o życiu lub śmierci decydował wykonywany zawód, status społeczny, wygląd zewnętrzny, czy wreszcie czysty przypadek. Ofiarą „czystki” padali z jednej strony studenci, nauczyciele, urzędnicy i lekarze, lecz jednocześnie również robotnicy, służący zatrudnieni w domach Europejczyków, czy imigranci, który niedawno przybyli z Chin kontynentalnych (w szczególności pochodzący z Hajnanu). Na punkcie zbornym w Jalan Besar masowo zatrzymywano Chińczyków noszących okulary, gdyż tamtejszy japoński komendant uznawał je za atrybut intelektualistów. W innych miejscach zatrzymywano natomiast osoby posiadające tatuaże (uważane za oznakę przynależności do świata przestępczego) lub wyróżniające się wysokim wzrostem. Wreszcie w jednym z „centrów rejestracji” aresztowano tylko tych Chińczyków, którzy weszli do środka przez jedno konkretne wejście, podczas gdy osoby, które skorzystały z innego wejścia, zostały oszczędzone.
Osoby, które pomyślnie przeszły procedurę, zwalniano do domów, wydając im wcześniej pisemne zaświadczenia lub znacząc ich ramiona bądź koszule specjalnymi atramentowymi znakami. „Wyselekcjonowanych” Chińczyków ładowano natomiast na ciężarówki i odwożono do odosobnionych miejsc, w tym na nadmorskie plaże. Ofiary – często związane sznurami w grupach po kilka-, kilkadziesiąt osób – były tam mordowane ogniem broni maszynowej lub zakłuwane bagnetami. Masowe egzekucje miały miejsce na półwyspie Changi, przylądku Punggol, plaży Katong, w rejonie Tanah Merah, a być może także w innych miejscach. Wielu Chińczyków załadowano na łodzie lub barki, a następnie utopiono u wybrzeży wyspy Belakang Mati. Zdarzało się również, że ofiary – przede wszystkim schwytanych na gorącym uczynku szabrowników – ścinano mieczami, a ich głowy wystawiano na widok publiczny. Egzekucje przeprowadzano pośpiesznie, nie podejmując większych starań, aby zachować je w tajemnicy. Przy grzebaniu ofiar, które zamordowano na plażach półwyspu Changi, zatrudniono nawet alianckich jeńców wojennych. Z relacji niektórych żołnierzy wynika, że Japończycy zmuszali jeńców do dobijania ciężko rannych Chińczyków. Morze wyrzucało później na brzegi zwłoki ofiar. Ludzkie szczątki odnajdywano na plażach Singapuru nawet kilkadziesiąt lat po zakończeniu wojny.
23 lutego Kawamura złożył Yamashicie cząstkowy raport z realizacji Sook Ching. Dowódca 25. Armii miał wtedy stwierdzić:

Dziękuję za pańskie wysiłki, ale nie sądzę, aby wszystkie antyjapońskie elementy zostały wyrugowane. Musi pan nadzorować pilnie ich ruchy i posunięcia. Proszę ich zatrzymywać, gdy będzie to konieczne i nadal proszę prowadzić czystkę.

Zarówno Hayashi, jak i Margolin uznają tę rozmowę za jeden z najważniejszych dowodów wskazujących na kluczową rolę, którą Yamashita odgrywał podczas Sook Ching.
Wydawana przez okupantów prasa nie pominęła milczeniem antychińskiej „czystki”. 23 lutego 1942 roku na łamach gazety „Syonan Times” opublikowano obwieszczenie wojskowego komendanta miasta, w którym wyjaśniano, że „niedawne aresztowania wrogich i buntowniczych Chińczyków” miały na celu przywrócenie porządku w mieście i „przywrócenie blasku Malajom”, a „wymiecenie zdradzieckich chińskich elementów” jest niezbędne, aby zapewnić ludności Singapuru pokój i dobrobyt. Członków chińskiej diaspory oskarżono jednocześnie, że są „zdrajcami Azji Wschodniej”, gdyż w większości zachowali lojalność wobec Wielkiej Brytanii i rządu Czang Kaj-szeka oraz na liczne sposoby występowali i nadal występują przeciwko japońskiej armii. W kolejnym artykule – opublikowanym pięć dni później i zatytułowanym „Miecz, który zabija jednego, ocali wielu” – oznajmiono z kolei, że „wszyscy mieszkańcy Syonanu, którzy zaangażowali się w antyjapońską działalność, sprzymierzyli się z Wielką Brytanią i Chongqingiem, uprawiali szpiegostwo lub inne działania, które sprzyjają wrogowi, powinni zostać zabici”. Zapewniono jednak, że dzięki „boskiemu miłosierdziu okazanemu przez Japonię” ukarani zostali jedynie ci, którzy zakłócali porządek w mieście.
„Czystkę” zakończono 3 marca. Liczba jej ofiar nie jest znana. Nigdy nie podjęto próby jej dokładnego obliczenia, stąd historycy są zmuszeni bazować na nieprecyzyjnych szacunkach. Podpułkownik Cyril Wild – brytyjski prokurator wojskowy, który po zakończeniu wojny prowadził śledztwo w sprawie japońskich zbrodni w Singapurze – doszedł do wniosku, że liczba ofiar Sook Ching przekroczyła 5 tys. (3% mężczyzn objętych Sook Ching). Źródła japońskie szacują ją w przedziale od 2 tys. do 10 tys. Kevin Blackburn za wiarygodne uznaje szacunki mówiące o 25–50 tys. zamordowanych. Źródła chińskie podają natomiast, że zamordowano około 50–60 tys. singapurskich Chińczyków. Margolin uważa jednak te ostatnie szacunki za mało wiarygodne, gdyż oznaczałyby, że ofiarą masakry padło blisko 30% chińskich mężczyzn podlegających „sprawdzaniu” w ramach „czystki”, czego nie potwierdzają dostępne źródła. On sam za najbardziej prawdopodobną uważa liczbę 5–10 tys. ofiar.
Niektórzy autorzy pozostają przekonani, że zbrodnie popełnione podczas Sook Ching spełniają przesłanki ludobójstwa.

### Masakry na pozostałych obszarach Malajów
Mimo że już pod koniec stycznia 1942 roku obszar Półwyspu Malajskiego znalazł się pod japońską kontrolą, Sook Ching rozpoczęto tam dopiero po upadku Singapuru. Nie jest do końca jasne, jaka była przyczyna tej zwłoki. Być może do czasu zakończenia kampanii 25. Armia nie była w stanie przystąpić do rozprawy z ludnością cywilną. Inna interpretacja sugeruje, że „czystkę” postanowiono rozpocząć od Singapuru, gdyż tam znajdował się główny ośrodek chińskiej diaspory.
Niemniej już 20 grudnia 1941 roku w Pasir Puteh w stanie Kelantan wszystkim miejscowym Chińczykom nakazano zgromadzić się przed posterunkiem policji. Po procedurach sprawdzających aresztowano i zamordowano pięciu mężczyzn, w tym działaczy lokalnego oddziału China Relief Fund. Zdaniem Geoffreya C. Gunna było to istotne preludium lub też „próba” przed Sook Ching.
Według Cheah Boon Khenga na Półwyspie Malajskim kluczowej roli w aresztowaniach i egzekucjach Chińczyków nie odgrywali żołnierze regularnych jednostek 25. Armii, lecz funkcjonariusze Kempeitai. Hayashi wskazuje jednak, że już 21 lutego dowództwo 25. Armii skierowało na półwysep 5. i 18. Dywizje Piechoty z zadaniem przeprowadzenia tam Sook Ching.
Cheah Boon Kheng podaje, że Sook Ching na obszarze Półwyspu Malajskiego trwała zasadniczo do końca marca 1942 roku. W rzeczywistości w niektórych miejscach, m.in. w Taiping oraz na wyspie Penang, masowe aresztowania i egzekucje miały miejsce dopiero w kwietniu. Największe masakry miały miejsce na terenie stanów Johor i Pahang. Jednakże nawet w stanie Negeri Sembilan, w którym nie było większych ośrodków miejskich, przeprowadzono aż 27 masakr, w których zamordowano około 2,4 tys. Chińczyków.
W przeciwieństwie do Singapuru, na półwyspie o wiele liczniejsze były przypadki mordowania kobiet i dzieci. Wiele wsi zamieszkałych przez Chińczyków zostało doszczętnie spalonych, a ich mieszkańców wymordowano bez względu na wiek i płeć. Jedną z takich miejscowości była Parit Tinggi w Negeri Sembilan, gdzie 16 marca 1942 roku japońscy żołnierze zamordowali 675 mężczyzn, kobiet i dzieci. W większych ośrodkach, podobnie jak w Singapurze, chińską ludność gromadzono pod różnymi pretekstami, a następnie starano się wyłowić „antyjapońskie elementy”. Wyselekcjonowane ofiary zazwyczaj wywożono na przedmieścia, gdzie odbywały się potajemne egzekucje. W Kuala Lumpur Japończycy zamordowali 237 osób, w większości Chińczyków (6 marca). W kwietniu na wyspie Penang zatrzymano około 5 tys. chińskich mężczyzn, których następnie poddano długotrwałym procedurom sprawdzającym. Po pewnym czasie część zwolniono do domów, wielu innych stracono, a ponadto znaczna liczba zatrzymanych zmarła na cholerę, której epidemia wybuchła w przepełnionym więzieniu. W tym samym miesiącu w George Town na Penang japońscy żołnierze mieli jeszcze rozstrzelać około 200 uczniów chińskiej szkoły średniej Chung Ling High School.
Według niektórych źródeł Sook Ching na obszarze Półwyspu Malajskiego miała pochłonąć nawet do 50 tys. ofiar. Cheah Boon Kheng uważa jednak tę liczbę za zawyżoną. W jego ocenie na terenie stanów Johor, Pahang i Negeri Sembilan z rąk Japończyków zginęło około 20 tys. Chińczyków.

## Epilog
Pod koniec lutego 1942 roku z japońskiej inicjatywy utworzono w Singapurze stowarzyszenie, które miało zastąpić dotychczas istniejące chińskie organizacje, reprezentować diasporę wobec władz okupacyjnych, a przede wszystkim – wprzęgnąć ją w działania na rzecz gospodarczej odbudowy miasta. Na czele stowarzyszenia został postawiony 72-letni Lim Boon Keng – przed wojną prominentny biznesmen i działacz polityczny. Według niektórych źródeł podczas Sook Ching niemal w ostatniej chwili wyciągnięto go sprzed plutonu egzekucyjnego, inne sugerują, że zgodził się na współpracę z Japończykami w obawie o los rodziny. Także wielu innych prominentnych członków stowarzyszenia przeszło przez japońskie „centra rejestracji”.
W marcu japoński zarząd wojskowy (gunseikan-bu) zażądał od chińskiej społeczności Singapuru i Malajów opłacenia kontrybucji w wysokości 50 mln dolarów. Do czerwca diasporze udało się z wielkim wysiłkiem zebrać 28 mln dolarów; na pokrycie brakującej kwoty zaciągnięto pożyczkę w Yokohama Specie Bank. Ostatecznie żądaną przez Japończyków kontrybucję przekazano gen. Yamashicie 25 czerwca, podczas specjalnie zorganizowanej w tym celu uroczystości.
Działania 25. Armii i zarządu wojskowego w Singapurze były aprobowane i pozytywnie oceniane przez japońskie naczelne dowództwo. Szef sztabu generalnego gen. Hajime Sugiyama na spotkaniu z cesarzem Hirohito wyrażał się z uznaniem o „właściwych środkach zastosowanych przez 25. Armię wobec Chińczyków”. Doświadczenia z podboju Malajów wzięto także pod uwagę przy kreowaniu polityki wobec chińskiej diaspory zamieszkującej na pozostałych obszarach „Strefy Wspólnego Dobrobytu Wielkiej Azji Wschodniej”.
Sook Ching i brutalne wyegzekwowanie kontrybucji sterroryzowały chińską społeczność. Jednocześnie uczyniły ją jednak nieprzejednanie wrogą wobec Japonii, a także wywarły negatywne wrażenie na potencjalnie bardziej przyjaznych okupantowi społecznościach malajskiej i indyjskiej. Japończykom nie udało się ponadto osiągnąć celu, którym była całkowita eliminacja „antyjapońskich elementów”. Wielu wpływowych przedstawicieli diaspory, w tym Tan Kah Kee – jeden z najbogatszych Chińczyków, organizator zbiórek i akcji poparcia dla rządu Czang Kaj-szeka, Tay Koh Yat – członek China Relief Fund, komendant obrony cywilnej w Singapurze, czy niektórzy lokalni przywódcy partii komunistycznej, zdołali bowiem uciec z Singapuru jeszcze przed jego upadkiem lub uniknęli schwytania przez Kempeitai.
Do końca 1942 roku polityka władz okupacyjnych wobec diaspory pozostawała bardzo represyjna. Zamknięto chińskie szkoły, a ludność poddano ścisłej kontroli i ograniczeniom w przemieszczaniu się. Chińczycy bardziej niż inne grupy etniczne byli narażeni na policyjny terror i administracyjny ucisk. Wielu mężczyzn skierowano na roboty przymusowe, a wiele młodych kobiet zmuszono do nierządu w wojskowych domach publicznych. Diasporze zakazano ponadto wysyłania przekazów pieniężnych do rodzin w Chinach. W późniejszym okresie, zwłaszcza gdy w marcu 1943 roku stanowisko dowódcy zarządu wojskowego opuścił zwolennik twardej linii wobec Chińczyków – płk Wataru Watanabe, władze japońskie zaczęły podejmować pewne działania w celu zjednania sobie diaspory. Ta nowa polityka była jednak prowadzona w sposób niekonsekwentny, a gesty wykonywane pod adresem Chińczyków nie były daleko idące. W konsekwencji wroga postawa chińskiej diaspory wobec japońskiego okupanta nie uległa większej zmianie. Chińczycy stanowili zdecydowaną większość bojowników komunistycznej Malajskiej Ludowej Armii Antyjapońskiej (Malayan People’s Anti-Japanese Army – MPAJA).
Japońskie władze nie próbowały rozmyślnie wzniecać konfliktów pomiędzy różnymi narodami zamieszkującymi Malaje. Niemniej okupacja doprowadziła do gwałtownego zaostrzenia stosunków etnicznych. Współpracownicy i sympatycy władz japońskich, zazwyczaj Malajowie, byli częstym obiektem ataków MPAJA, co przełożyło się na wzrost wrogości Malajów względem Chińczyków. W kwietniu 1945 roku na terenie stanu Johor doszło do regularnych walk na tle etnicznym. Według źródeł chińskich zginęło wtedy około 4 tys. Chińczyków, a kolejnych 20 tys. zostało wypędzonych ze swych domów.

## Odpowiedzialność sprawców

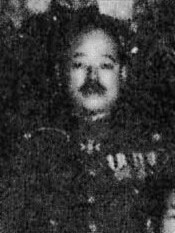
Generał Takuma Nishimura, dowódca Dywizji Gwardii Imperialnej. W procesie w sprawie Sook Ching został skazany na dożywotnie więzienie

W grudniu 1945 roku gen. Tomoyuki Yamashita został skazany przez amerykański trybunał wojskowy w Manili na karę śmierci. Wyrok nie dotyczył jednak Sook Ching, lecz zbrodni, które podległe generałowi oddziały dopuściły się na Filipinach. Yamashita został powieszony w lutym 1946 roku.
Pułkownik Masanobu Tsuji uniknął schwytania przez aliantów. Gdy zaprzestano poszukiwań japońskich zbrodniarzy wojennych, wyszedł z ukrycia i został autorem poczytnych opowiadań wojennych. Do 1959 roku z powodzeniem rozwijał także karierę polityczną, stając się jednym z założycieli i przywódców Partii Liberalno-Demokratycznej. W 1961 roku wyjechał do Laosu, gdzie zaginął w niewyjaśnionych okolicznościach.
Dwa procesy dotyczące Sook Ching odbyły się przed brytyjskim trybunałem wojskowym w Singapurze:
- pierwszy proces toczył się od 10 marca do 2 kwietnia 1947 roku. Na ławie oskarżonych zasiadło siedmiu japońskich oficerów: gen. Takuma Nishimura (dowódca Dywizji Gwardii Imperialnej), gen. Saburo Kawamura (wojskowy komendant Singapuru), ppłk Masayuki Oishi (dowódca Kempeitai przy 25. Armii), ppłk Yoshitaka Yokota i mjr Tomotasu Jyo (nadzorowali „czystkę” w trzech sektorach Singapuru), mjr Satorou Onishi (przeprowadzał „czystkę” w jednym z sektorów podległych ppłk. Yokocie) i kpt. Haruji Hisamatsu (przeprowadzał „czystkę” w jednym z sektorów podległych mjr. Jyo). Na procesie wystąpili liczni świadkowie, w tym Mamoru Shinozaki – określany czasami mianem „japońskiego Schindlera”[82]. Dwóch oskarżonych – gen. Kawamura i ppłk Oishi – zostało skazanych na karę śmierci i straconych. Pozostali usłyszeli wyroki dożywotniego pozbawienia wolności[83][84].
- drugi proces odbył się 8–12 marca 1948 roku i był zarazem ostatnim, który toczył się przed brytyjskim trybunałem wojskowym w Singapurze. Na ławie oskarżonych zasiadł tylko jeden japoński oficer – mjr Keiji Mizuno (funkcjonariusz Kempeitai). Został skazany na karę dożywotniego pozbawienia wolności[85].

Rozstrzygnięcia brytyjskiego trybunału zostały przyjęte z niezadowoleniem przez chińską społeczność, która oczekiwała zarówno osądzenia większej liczby japońskich zbrodniarzy, jak i wymierzenia im surowszych kar. Zdaniem Kevina Blackburna singapurskie procesy nie były więcej, jak „spektaklem”. W jego ocenie władze brytyjskie zdecydowały się je przeprowadzić wyłącznie po to, aby stworzyć wrażenie, że pragną z równą determinacją karać Japończyków za zbrodnie popełnione na mieszkańcach swych kolonii, jak za zbrodnie popełnione na jeńcach i cywilach o białym kolorze skóry. W rzeczywistości jednak sprawców tych pierwszych nie ścigano zbyt energicznie ani nie karano nazbyt surowo. Blackburn wskazuje w tym kontekście przykład gen. Nishimury, którego skazano na dożywotnie więzienie za współudział w masakrze tysięcy Chińczyków, lecz wyrok śmierci usłyszał dopiero w związku ze sprawą mordu na 150 australijskich jeńcach wojennych.

## Upamiętnienie i zadośćuczynienie

### Singapur

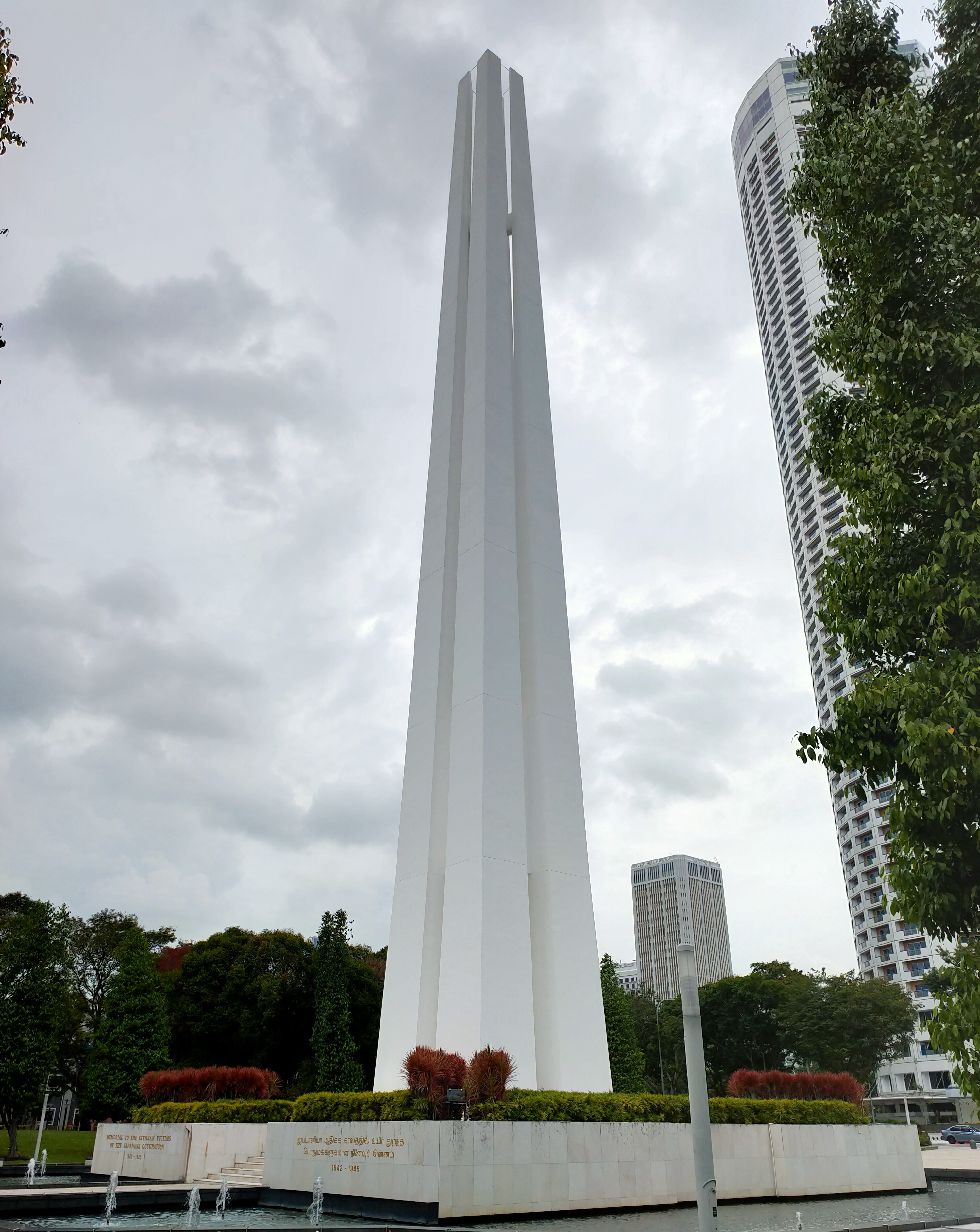
Civilian War Memorial w Singapurze

Ze względu na fakt, że podczas okupacji i w pierwszych latach powojennych zdołano odnaleźć tylko nieliczne szczątki ofiar Sook Ching, rodziny zamordowanych nie miały możliwości upamiętnienia swoich bliskich z poszanowaniem chińskich tradycji. Z tego powodu na początku 1948 roku w dzielnicy Siglap we wschodniej części Singapuru, w miejscu znanym jako „dolina łez” – gdzie jak podejrzewano znajdowały się masowe mogiły z okresu japońskiej okupacji, zorganizowano taoistyczną ceremonię, której celem miało być „ukojenie wygłodniałych duchów”. Wzięły w niej udział tysiące singapurskich Chińczyków – w większości członkowie rodzin ofiar. W tym samym roku powołano specjalny komitet, na którego czele stanął biznesmen Tay Koh Yat. Jego zadaniem miało być odnalezienie szczątków ofiar Sook Ching. Przez pierwszych kilkanaście lat efekty prac komitetu były jednak nadzwyczaj skromne.
Dopiero w 1962 roku w „dolinie łez” w Siglap przypadkowo odkryto masowe groby ofiar Sook Ching. Z inicjatywy Chińskiej Izby Handlowej w Singapurze przystąpiono do prac poszukiwawczo-ekshumacyjnych – także w innych domniemanych miejscach japońskich zbrodni. W latach 1962–1966 zdołano odkryć blisko 100 mogił. Chińska społeczność wystąpiła z postulatem budowy w Siglap cmentarza oraz pomnika ku czci ofiar masakry.
W marcu 1962 roku, niespełna miesiąc po odkryciu grobów w Siglap, Chińska Izba Handlowa zażądała od Japonii wypłacenia odszkodowań dla rodzin ofiar Sook Ching. Niedługo później wysunięto również żądanie wystosowania oficjalnych przeprosin za masakrę. Tokio początkowo odmówiło, argumentując, że Singapurczykom nie należą się odszkodowania, gdyż w czasie wojny ich miasto było kolonią Wielkiej Brytanii, ta natomiast otrzymała od Japonii wojenne reparacje na mocy traktatu pokojowego z San Francisco z 1951 roku. Owo stanowisko wzburzyło chińską społeczność. 25 sierpnia 1963 roku, z inicjatywy Chińskiej Izby Handlowej, pod historycznym ratuszem w Singapurze odbył się największa manifestacja w historii miasta, w której wzięło udział ponad 120 tys. osób. Izba zorganizowała również krótkotrwały bojkot japońskich towarów.
Pod naciskiem chińskiej społeczności i opozycyjnej partii socjalistycznej autonomiczny rząd Singapuru, na którego czele stał Lee Kuan Yew, włączył się działania na rzecz upamiętnienia ofiar i uzyskania odszkodowań od Japonii. Premier obawiał się jednak, że położenie nacisku na martyrologię Chińczyków zaburzy kruchą etniczną równowagę i storpeduje jego wysiłki na rzecz budowy singapurskiej tożsamości narodowej. W konsekwencji przyjął stanowisko, że działania upamiętniające muszą mieć na celu oddanie hołdu wszystkim cywilnym ofiarom japońskiej okupacji – bez względu na ich pochodzenie etniczne. Japońskie odszkodowania nie powinny natomiast trafić wyłącznie do rodzin ofiar Sook Ching, lecz przysłużyć się rozwojowi Singapuru.
25 października 1966 roku, a więc już po uzyskaniu niepodległości przez miasto-państwo, ministerstwa spraw zagranicznych Japonii i Singapuru ogłosiły zawarcie porozumienia w sprawie finansowej rekompensaty za zbrodnie z okresu wojny i okupacji. Japonia zgodziła się wypłacić Singapurowi 25 mln dolarów singapurskich w formie grantu i kolejne 25 mln w formie pożyczek. Tokio nie zgodziło się jednak na określanie tych płatności mianem „odszkodowań”; oficjalnie stanowiły one „gest pokuty”. Japonia odmówiła także wystosowania oficjalnych przeprosin i przyjęcia prawnej odpowiedzialności za zbrodnie popełnione podczas Sook Ching.
Monument upamiętniający ofiary japońskiej okupacji, znany jako Civilian War Memorial, wzniesiono ostatecznie nie w Siglap, lecz przy Beach Road w centralnej części Singapuru. Odsłonięto go 15 lutego 1967 roku podczas uroczystości z udziałem premiera Lee Kuan Yewa. Pomnik składa się z czterech filarów o wysokości 67,4 metra, symbolizujących cztery największe grupy etniczne zamieszkujące miasto-państwo. Pod pomnikiem znajduje się grobowiec kryjący szczątki ofiar Sook Ching, odnalezione w latach 1962–1966. Co roku 15 lutego, w rocznicę kapitulacji Singapuru, przy Civilian War Memorial odbywają się uroczystości ku czci ofiar wojny.
Tablice upamiętniające miejsca masowych egzekucji ofiar Sook Ching znajdują się przy plażach na półwyspie Changi i przylądku Punngol, a także na wyspie Sentosa. Pamiątkowa tablica znajduje się ponadto przy Hong Lim Complex w singapurskim Chinatown, gdzie w czasie „czystki” funkcjonował jeden z punktów zbornych dla ludności chińskiej.
Masakra Sook Ching jest uznawana za jedną z największych tragedii w historii Singapuru.

### Malezja
W latach 1947–1948 pomniki poświęcone ofiarom Sook Ching odsłonięto w miastach Malakka i Johor Bahru oraz na wyspie Penang. W sierpniu 1984 roku odsłonięto pomnik upamiętniający ofiary masakry w Parit Tinggi.
Gdy w pierwszej połowie lat 60. w Singapurze zainicjowano działania w celu uzyskania od Japonii odszkodowań za Sook Ching, uzyskały one poparcie rządu Malezji, na którego czele stał Tunku Abdul Rahman. 25 października 1966 roku, a więc tego samego dnia, w którym ogłoszono zawarcia porozumienia z Singapurem, Japonia zawarła analogiczne porozumienie z Malezją. Na mocy jego postanowień wykonała „gest pokuty”, wypłacając Malezji 25 mln dolarów malajskich w formie grantu.
Niemniej wojenne masakry Chińczyków na Półwyspie Malajskim są słabiej udokumentowane i upamiętnione, niż analogiczne masakry w Singapurze. Goffrey C. Gunn jest zdania, że kluczowe znaczenie miały w tym wypadku względy polityczne: uzyskanie przez Malajów hegemonii politycznej w niepodległej Malezji oraz długoletni konflikt ze zdominowaną przez Chińczyków komunistyczną partyzantką. Przypomina, że w pewnym momencie premier Mahathir bin Mohamad starał się wręcz odwieść japońskiego premiera Tomiichiego Murayamę od składania oficjalnych przeprosin za zbrodnie popełnione przez Japonię w czasie II wojny światowej.

### Japonia
Począwszy od drugiej połowy lat 60., w Japonii wydawano publikacje, które zawierały informacje o Sook Ching. W latach 90. krótkie wzmianki na ten temat pojawiły się nawet w niektórych szkolnych podręcznikach.
Niemniej wojenne masakry Chińczyków w Singapurze i na Półwyspie Malajskim – w przeciwieństwie do masakry nankińskiej czy losów „pocieszycielek” – zasadniczo nie istnieją w japońskiej świadomości społecznej. Wiedza na ten temat w praktyce nie wykracza poza kręgi akademickie.